# 노예 반란
노예 반란(奴隸反亂)은 노예들이 자유를 찾기 위해 일으키던 반란이다. 세계적인 노예 반란으로는 기원전 73~71년에 로마 제국에서 발생한 스파르타쿠스의 노예 반란이었고 근대에는 1831년에 미국 버지니아 사우샘프턴에서 내트 터너가 일으키던 노예 반란이었다. 또한 고려에서 1198년에 만적이 일으키던 노예 반란이 있었다.

## 같이 보기
- 노예 제도 폐지 운동